# Coloração de Gomori
A coloração de Gomori, ou protocolo corante tricrômico de Gomori é um método, um procedimento, de coloração em um único passo que combina a coloração de plasma (cromotrópico 2R) e coloração de fibras conectivas (verde rápido FCF) em uma solução de ácido fosfotungstico ao qual ácido acético glacial tenha sido adicionado.
Existe, além da modificação de Engel-Cunningha, a modificação de Wheatley desta técnica de coloração.
Tem aplicação em exames microscópicos de mielina.

## Soluções corantes[3][4]

### Solução corante principal
1. Corante Chromotrope 2R 0.6 g
2. Verde rápido FCF 0.3 g
3. Ácido fosfotungstico 0.6 g
4. Ácido acético glacial 1.0 ml
5. Água destilada 100 ml

Ajustar o pH a 3,4 usando hidróxido de sódio 0,1 N.

## Método[3][4]
1. Colorir os núcleos das seções a examinar bem (por um minuto) com hematoxilina e lavar cuidadosamente em água.
2. Colorir com a solução corante principal por aproximadamente 30 segundos a 1 minuto.
3. Enxaguar com solução aquosa de ácido acético a 0,2 %.
4. Reidratar. Montar seções em algum meio de montagem sintético, como o DPX (uma solução de polímero adequada a montagens histológicas,[8] formulada a base de poliestireno e do plastificante fosfato de tricresila, dissolvidos em xileno[9]), substituível pelo que é chamado bálsamo do Canadá sintético, ou BPS (Butylphthalate Plasticised Styrene; plastificante butilftalato, poliestireno).